# 特鲁瓦维勒
特鲁瓦维勒（法語：Troisvilles）是法国北部-加来海峡大区诺尔省的一个市镇，属于康布雷区卡托康布雷西县。该市镇2009年时的人口为841人。

## 人口
特鲁瓦维勒人口变化图示
| 数据来源：INSEE |